# Jan Jelínek (antropolog)
Jan Jelínek (6. února 1926 Brno – 3. října 2004 Brno) byl český univerzitní profesor, antropolog, ředitel Moravského zemského muzea v Brně, zakladatel Anthroposu, stejně jako katedry muzeologie a prezident ICOMU.

## Život a kariéra
Vysokoškolské studium ukončil v roce 1949 promocí na Přírodovědecké fakultě brněnské univerzity, kdy získal titul RNDr. v oboru fyzická antropologie. V roce 1959 získal titul CSc., v roce 1964 titul DrSc.

### Kariéra
- 1948 – nastoupil do Moravského muzea v Brně do oddělení národopisu
- 1950 – přestoupil na oddělení pro moravské diluvium, o 2 roky později se stal jeho vedoucím
- 1952 – snaha o prosazení myšlenky Karla Absolona na zřízení ústavu Anthropos – vědeckého pracoviště zabývajícího se vývojem člověka
- 1958 – ustanoven ředitelem Moravského zemského muzea, v této funkci setrval až do roku 1971, muzeum nově zorganizoval (zřízeno např. nové oddělení genetiky – Mendelianum) a počalo se s výstavbou nových budov – Pavilon Anthropos v Pisárkách, v roce 1961 byla v Anthroposu otevřena první výstava a v roce 1965 expozice nazvaná „O původu a vývoji člověka a počátcích jeho kultury“, která zde s menšími změnami byla až do poč. 21. stol.
- 1959 – začalo vydávání monografií „Anthropos“, a v roce 1962 mezinárodního časopisu „Anthropologie“
- 1962 – založeno muzeologické oddělení v Moravském muzeu, mělo metodicky pomáhat moravským muzeím
- 1963 zřízena externí katedra muzeologie (na Univerzitě Jana Evangelisty Purkyně), katedra sídlila v Moravském muzeu a jejím vedoucím byl jmenován dr. Jelínek, který se spolu se Z. Z. Stránským o zřízení zasloužil, studium bylo zahájeno v roce 1964/1965 a organizováno jako postgraduální, zahrnovalo výuku obecné a aplikované muzeologie
- 1962 – Moravské muzeum se stalo členem Mezinárodní rady muzeí (ICOM), v letech 1962–1965 byl dr. Jelínek jako delegovaný zástupce MM předsedou komise regionálních muzeí a v roce 1965 předsedou poradního sboru ICOM
- 1967 – inicioval založení Mezinárodní komise pro výchovu muzejních pracovníků – ICTOP
1971 – jmenován do funkce prezidenta ICOM, ve funkci setrval dvě volební období (do roku 1977)
- 1972–1990 byl předsedou organizace čs. anthropologů
- 1981–1983 – prezident Evropské anthropologické Associace
- do roku 1986 řídil ústav Anthropos[3]
- po roce 1989 byl jmenován profesorem na Přírodovědecké fakultě Masarykovy univerzity v Brně
- do roku 2002 působil jako vědecký poradce v Moravském zemském muzeu

### Výzkum a zahraniční expedice
Byl antropologem a muzeologem, podílel se na mnoha výzkumech v České republice i zahraničí.
Lokace
- Česká republika: výzkumy doby bronzové na Moravě (Blučina, Rataje, Hradisko u Kroměříže), anthropologie starých Slovanů (Staré Město, Mikulčice, Modrá), výzkum neolitu na Moravě aj.
- Zahraničí: expedice do Austrálie – Arnhemské země[6], Alžíru, východní Sibiře, Írán, severní Afriky – Sahara (pět výprav v letech 1977–81), Guinea (od roku 1961, archeologické a etnografické sbírky), Libye – (v Tripolisu v letech 1976–85 zakládal Národní muzeum), aj.